# Gisela Brach
Gisela Brach (* 2. Oktober 1926 in Trier; † 21. Januar 2017 ebenda) war eine deutsche Schriftstellerin und Bibliothekarin.  

## Leben
Gisela Brach wurde 1926 als Tochter von Joachim und Martha Brach, geb. Kohn in Trier geboren. Nach dem Tod des Vaters 1938 zog ihre Mutter die Kinder alleine groß. Giesela Brach besuchte während des Zweiten Weltkriegs Schulen in Trier, Saarbrücken und Ahrweiler, Abitur 1946. Anschließend folgte ein Studium der Geographie, Romanistik und Germanistik in Mainz mit dem Ziel, Lehrerin zu werden. Während des Studienreferendariats in Saarburg, Idar-Oberstein und Koblenz in den Jahren 1954 bis 1957 wurde ihr jedoch deutlich, dass sie diesen Beruf nicht dauerhaft ausüben wollte. Daher absolvierte sie eine Ausbildung zur Diplom-Bibliothekarin in Trier und Köln 1957 bis 1959. Bis zu ihrer Pensionierung 1989 arbeitete Gisela Brach an der Stadtbibliothek Trier. Sie lebte mit ihrer Mutter zusammen, die als eine der ersten Frauen nach 1945 in der rheinland-pfälzischen Politik aktiv war.
Gisela Brach starb Anfang 2017 im 91. Lebensjahr und wurde im Familiengrab auf dem Hauptfriedhof Trier bestattet, wo schon ihre 1938 bzw. 1990 gestorbenen Eltern und ein 1944 tödlich verwundeter Bruder beerdigt liegen.

## Werk
Das Werk von Gisela Brach umfasst einerseits regionalkundliche Veröffentlichungen wie etwa Bibliographien (Trevirensia 1950–1975, Trier 1975; "Mittelrhein-Moselland-Bibliographie", Koblenz 1978 ff.; Kalenderbelletristik. Titelverzeichnis von Gedichten regionaler Autoren in Hochdeutsch und Mundartprosa aus Heimatkalendern und Jahrbüchern des Regierungsbezirks Trier aus den Jahren 1950–1975, Frankfurt am Main 1980; Trierer Mundartdichter. Ein Lexikon mit Textbeispielen und Bibliographie. Trier 1997), aber auch Gedichte, Erzählungen, Märchen, Fabeln, Reiseberichte und religiöse Texte.